# Arthur Legat
Arthur Legat (n. 1 noiembrie 1898, La Louvière, Valonia, Belgia – d. 23 februarie 1960, Haine-Saint-Paul⁠(d), Valonia, Belgia) a fost un pilot belgian de Formula 1 care a evoluat în Campionatul Mondial între anii 1952 și 1953.